# Stephos minor
Stephos minor är en kräftdjursart som först beskrevs av T. Scott 1892.  Stephos minor ingår i släktet Stephos och familjen Stephidae. Arten är reproducerande i Sverige. Inga underarter finns listade i Catalogue of Life.